# اثر تجربه
منحنی تجربه (به انگلیسی: The Experience Curve) اواخر دههٔ ۱۹۶۰ توسط بروس هندرسون از گروه مشاوره‌ای بوستون ارائه شده‌است. وی بر استفاده از منحنی تجربه در راهبرد تأکید دارد.
منحنی تجربه بیانگر این موضوع است که هرچه تجریه بیشتر باشد، هزینه‌های تولید آن کاهش می‌یابد.

{\displaystyle C_{n}=C_{1}n^{-a}}

{\displaystyle =C_{n}}هزینهٔ تولید nام واحد محصول
{\displaystyle =C_{1}}هزینهٔ تولید اولین واحد محصول
n= کل حجم تولید
و نهایتاً =a نرخ یادگیری و کسب تجربه

## دلایلی برای اثر تجربه
یادگیری عموماً با مسایل عمومی‌تر شروع‌شده و نهایتاً به مسایل اختصاصی‌تر ختم می‌شود. معادلهٔ این اثر برگرفته از مدل‌های سودمند ریاضی می‌باشد.

## برخی از موارد اثرگذار
۱-نیروی کار
افراد به صورت فیزیکی ماهرتر شده و از نظر فکری با اعتماد به نفس بیشتری مراحل کار را انجام می‌دهند و کمتر درنگ می‌کنند ضمن اینکه کم‌کم وقت کمتری را برای یادگیری و کسب تجربه صرف کرده و کمتر مرتکب اشتباه می‌شوند. بعد از گذشت مدتی آن‌ها میانبرها را یاد گرفته و بهبود می‌دهند. تمام افراد چه کارگران و چه مدیران تحت تأثیر این اثر قرار دارند نه فقط کارگران خطوط تولید.
۲-استانداردسازی
با تولید بیشتر روش‌های کار استانداردسازی شده و کارایی تمایل به افزایش پیدا می‌کند. وقتی کارگران در محدودهٔ کوچکتری از کار قرار می‌گیرند، تجربه بیشتری کسب کرده و کارها را با سرعت بیشتری انجام می‌دهند.
۳-فناوری
خطوط تولید خودکار و فناوری اطلاعات می‌توانند باعث افزایش کارایی شوند، به مرور زمان افراد یاد می‌گیرند که چگونه از اطلاعات و خطوط تولید خودکار به صورت اثر بخش و کارا استفاده نمایند.
۴-طراحی مجدد محصول
با استفاده از محصول، مشتریان و تولید کنندگان به تجربه در می‌یابند که راه کارهایی را برای بهبود محصول یافته‌اند.
۵-ساختار شبکه‌ای و کاهش هزینه استفاده
در حالی که کالا در محدودهٔ وسیع‌تری استفاده می‌شود، مصرف‌کنندگان کاراتر از محصول استفاده کرده و به نوعی با کالا انس می‌گیرند. برای درک بهتر این موضوع به مثال زیر توجه کنید. آدرس‌های ایمیل هرچه بیشتر باشند شبکه کاراتر گردیده و هزینهٔ آن به ازای هر کاربری که از آن استفاده می‌کند کاهش می‌یابد.
۶-به اشتراک‌گذاری تجارب
اگر دو یا چند کالا به‌طور هم‌زمان از فعالیت‌ها یا منابع واحد استفاده نمایند منحنی تجربه تقویت می‌گردد. در واقع می‌توان کارایی تولید که از یک محصول به تجربه به دست می‌آید را به محصول دیگر انتقال داد.

## جا به جایی اثر تجربه
تحت شرایطی منحنی تجربه جدید باید با جایگزین منحنی قدیم گردد. در واقع برای اینکه شرکت در موضع رقابتی باقی بماند این به روزسازی ضروری می‌باشد.

### شرایط بروزسازی
وقتی رقبا محصول جدیدی به بازار عرضه می‌کنند یا با مشتریان عمده‌ای مواجه می‌شویم که در تعیین قیمت محصول مؤثر اند همچنین به دلیل ایجاد تغییر در فناوری یاقرارگیری در جنگ قیمت، به روزرسانی منحنی ضروری می‌باشد.

## منتقدان
برخی از منتقدان، معتقدند که امکان بررسی تأثیر تجربه عملاً وجود ندارد زیرا مفهوم تجربه همواره با مفهوم صرفه جویی ناشی از افزایش تولید (به انگلیسی: Economies of scale) اشتباه گرفته می‌شود.